# Jürgen Schwendy
Jürgen Schwendy (geboren 15. Mai 1911 in Berlin; gestorben 4. August 1981 in München) war ein deutscher Arzt und Scherenschnittkünstler.

## Leben
Schwendy wuchs in München (Schwabing, Freimann) und Dachau auf. Das Abitur legte er in Neustadt an der Weinstraße ab. Von 1931 bis 1935 studierte er Medizin an der Universität Berlin und legte 1935 in Heidelberg seine Dissertation „Über Hämophilie“ vor. 
Ab 1947 lebte er in Dresden. Er war am Stadtkrankenhaus Dresden-Friedrichstadt tätig, in den 1950er Jahren als Oberarzt der II. Medizinischen und Poliklinik, ab 1956 als Chefarzt. 1959 verzeichnet ihn der Kongressband der Deutschen Gesellschaft für Innere Medizin als „unbekannt verzogen“.
Von 1960 bis 1980 betrieb er eine internistische Praxis in München, die von seinem Sohn übernommen wurde und seit 2013 von seiner Enkelin fortgeführt wird.

## Scherenschnitt
Im Alter von 12 Jahren begann Schwendy mit dem Scherenschnitt. Seine Lehrer waren unter anderen der Grafiker René Binder, die Bildhauerin Magdalene Kreßner, Bernhard Kretzschmar und Fritz Koch-Gotha. Schwendy schnitt seine kleinen Kunstwerke mit aufgestützten Ellbogen im Sessel sitzend freihändig und ausschließlich mit der Schere, er zeichnete lediglich Randlinien und gerade Striche auf. Fast alle seine Illustrationen weisen einen Rahmen auf, in dem sich die Handlung entwickelt, getragen von bewegten Figuren ohne Binnenschnitte. „Seine Schnitttechnik schafft ein graphisch abwechslungsreiches Liniengeflecht, gibt den Menschen eine charaktervolle, eigenwillige Gestalt, wodurch die Illustrationen nicht nur schön, sondern auch lebendig werden.“
Schwendy veröffentlichte von 1947 bis 1981 acht Bücher, wovon fünf mit Original-Siebdrucken versehen waren, und eine Postkartenserie. Seine ersten Bücher befassten sich mit der Tierwelt, konzipiert für Kinder zwischen 6 und 10 Jahren, inspiriert durch die gemeinsamen Zoobesuche mit seinen Kindern. Wichtige Themen sind Reisen und das Ausland. Für die Geschichte des alten dicken Chinesen Wang, der auf Brautschau geht, verfasste Walter Krumbach die Verse nach Schwendys Vorgaben. Bei der Postkartenserie „Gesund und froh, mach‘s ebenso“ für das Hygiene-Museum in Dresden um 1950 verband sich Beruf und Scherenschnitt.

## Ausstellungen
- 1959: Scherenschnitt-Ausstellung bei Gurlitt, München
- 1980: Ausstellung der Originalscherenschnitte „Die Odyssee“ in der Residenzbücherstube, München, anläßlich der Buchveröffentlichung bei Langen Müller
- 1983 „Licht und Schatten“, Stadtmuseum München[1]

## Publikationen
- Über Hämophilie. Med. Diss. Heidelberg 1935. Gütersloh 1936
- Die große Reise: In Bildern und Versen. Volk und Buch, Leipzig 1948
- So leben wir in Afrika. Text und Scherenschnitte, Hartmann, Dresden 1949 (Neuauflage: Selbstverlag, München [1975])
- Erkrankungen der Leber und Gallenwege. Verlag Volk und Gesundheit, Berlin 1957
- Mit Walter Krumbach (Text): Der alte Wang; Ein Bilderbuch nach Original-Scherenschnitten. Altberliner Verlag L. Groszer, Berlin 1957 (Neuauflage: Roter Druckstock, Frankfurt/Main 1972)
- Der Tod des Gauklers: Märchen aus Indien. mit der Schere geschnitten und erzählt von Jürgen Schwendy, Residenz-Bücherstube, München 1972
- Der Freiheit Lust in Afrika: Scherenschnitt-Märchen. Residenzbücherstube, München 1976
- Scherenschnitte aus dem Leben des Franz von Assisi. Residenzbücherstube, München 1977
- Die Odyssee in Scherenschnitten. Begleitender Text: Fragmente aus Homers „Odyssee“ in der Übersetzung von Johann Heinrich Voss. Langen-Müller, München, Wien 1980, ISBN 978-3-7844-1811-7
- Die Taten des Herakles. Selbstverlag, München 1981